# Alain Geiger
Alain Geiger, född 5 november 1960 i Uvrier, är en schweizisk fotbollstränare och före detta spelare. Under sin karriär spelade han 112 landskamper för Schweiz landslag, vilket är näst flest efter Heinz Hermann. Han är huvudtränare i Servette FC.

## Spelarkarriär

### Klubblag
Alain Geiger började spela för FC Sion 1977. Året efter blev han ordinarie och var med om att vinna den schweiziska cupen 1980.
1981 skrev han på för Servette, där han 1984 återigen vann den inhemska cupen. Året därpå vann Servette även Super League. 1986 gick han vidare till Neuchâtel Xamax där han vann ligan två år i följd, 1987 och 1988.
Sommaren 1988 skrev Geiger på för franska Saint-Étienne. Efter bara två säsonger valde han dock att flytta tillbaka till sin moderklubb FC Sion. Där blev han lagkapten och 1992 vann han den schweiziska ligan för fjärde gången i sin karriär. 1995 gick Geiger till Grasshopper där han avslutade sin karriär 1997.

### Landslag
Alain Geiger gjorde debut för Schweiz mot England 19 november 1980, och kom att spela 112 landskamper mellan 1980 och 1996. Han var lagkapten både under VM 1994 och EM 1996.

## Tränarkarriär
Efter att Geiger avslutat sin spelarkarriär tog han över tränarjobbet i Grasshoppers U21-lag. 1998 fick han förtroendet från en annan klubb han tidigare spelat för, Neuchâtel Xamax, där han utvecklade talanger som Papa Bouba Diop och Henri Camara.
Geiger lämnade klubben 2002 för att istället ta över FC Aarau men då klubben blev degraderad till Challenge League i slutet av säsongen 2002/03 fick Geiger sparken. I december 2003 blev Geiger huvudtränare för Grasshopper men efter en rad dåliga resultat fick han sparken ännu en gång. Efter det hade han korta tränaruppdrag i Neuchâtel Xamax, FC Aarau och Lausanne innan han gick till marockanska Olympic Safi 2006. Han räddade klubben från nedflyttning under säsongen 2006/07 men sa upp sig i slutet av säsongen.
I juni 2009 tog han över Neuchâtel Xamax för tredje gången då han ersatte den sparkade Pierre-André Schürmann.
I januari 2010 blev han ny tränare för algeriska JS Kabylie. Där ledde han laget till semifinal i afrikanska Champions League där man åkte ut mot de blivande mästarna TP Mazembe. Han sa upp sig i december samma år.
23 september 2011 tog Geiger över ES Sétif, där han under sin enda säsong ledde laget till seger både i ligan och cupen. I juni 2012 skrev han istället på för saudiska Ettifaq och året efter blev han ny tränare i MC Alger.

## Meriter

### Som spelare
Sion
- Super League: 1992
- Schweiziska cupen: 1980, 1991

Servette
- Super League: 1985
- Schweiziska cupen: 1984

Neuchâtel Xamax
- Super League: 1987, 1988

### Som tränare
ES Sétif
- Ligue Professionnelle 1: 2012
- Algeriska cupen: 2012